# Vlag van het Territoire de Belfort

Vlag van het Territoire de Belfort

De vlag van het Territoire de Belfort is de niet-officiële vlag van het Franse departement Territoire de Belfort. Net als de meeste andere departementen van Frankrijk heeft het Territoire de Belfort geen officiële vlag, maar wordt de hier rechts afgebeelde vlag op niet-officiële wijze gebruikt. De vlag is afgeleid van het wapen van dit departement.
De vlag heeft een blauwe achtergrond met een centrale afbeelding van een gele toren in middeleeuwse stijl, compleet met kantelen, vensters en een toegangspoort. De toren is gemaakt van gestileerde stenen, wat het robuuste karakter benadrukt. Over de vlag lopen meerdere horizontale gele strepen die door de toren heen gaan. Bovenaan de toren wappert een kleine gele vlag.
Het ontwerp is afgeleid van het voormalige graafschap Belfort, dat in de 17e eeuw werd gecreëerd toen het gebied door de Fransen werd veroverd. De toren is de toren uit het wapen van de stad Belfort. De horizontale strepen zijn waarschijnlijk afgeleid van het wapen van de eerste graaf, Gustave de Champagne, en dus van het wapen van Champagne.
Naast deze vlag is er een logovlag in gebruik.

Wapen van Belfort
Wapen van Champagne
Logovlag